# Naichau Kamo
Naichau Kamo jest 38 singlem grupy Morning Musume. Wydany 18 lutego 2009 roku

## Lista Utworów
Wszystkie utwory zostały napisane i skomponowane przez Tsunku wykonane w aranżacji Kaoru Okubo

### CD
1. "Naichau Kamo" (泣いちゃうかも?, "I Might Cry") – 4:35
2. "Yowamushi" (弱虫?, "Coward") – 4:51
3. "Naichau Kamo (Instrumental)" – 4:34

### Limitowane DVD A
1. "Naichau Kamo (Another Ver.)"

### Limitowane DVD B
1. "Naichau Kamo (Close-up Ver.)"

### Single V
1. "Naichau Kamo"
2. "Naichau Kamo (Dance Shot ver.)"
3. "Making Of" (メイキング映像?)

### Wersje Close-up
1. "Naichau Kamo (Ai Takahashi Close-up Ver.)" (泣いちゃうかも(高橋愛Close-up Ver.)?)
2. "Naichau Kamo (Risa Niigaki Close-up Ver.)" (新垣里沙?)
3. "Naichau Kamo (Eri Kamei Close-up Ver.)" (亀井絵里?)
4. "Naichau Kamo (Sayumi Michishige Close-up Ver.)" (道重さゆみ?)
5. "Naichau Kamo (Reina Tanaka Close-up Ver.)" (田中れいな?)
6. "Naichau Kamo (Koharu Kusumi Close-up Ver.)" (久住小春?)
7. "Naichau Kamo (Aika Mitsui Close-up Ver.)" (光井愛佳?)
8. "Naichau Kamo (Junjun Close-up Ver.)" (ジュンジュン?)
9. "Naichau Kamo (Linlin Close-up Ver.)" (リンリン?)

## Członkowie będący w zespole na czas singla
5 generacja: Ai Takahashi, Risa Niigaki
6 generacja: Eri Kamei, Sayumi Michishige, Reina Tanaka
7 generacja: Koharu Kusumi
8 generacja: Aika Mitsui, JunJun, Qian Lin